# Чжен Сівей
Чжен Сівей (кит.: 郑思维, 26 лютого 1997) — китайський бадмінтоніст, срібний призер Олімпійських ігор 2020 року.

## Виступи на Олімпіадах
| Олімпіада  | Дисципліна             | Місце |
| ---------- | ---------------------- | ----- |
| Токіо 2020 | змішаний парний розряд | 2     |